# Большой Каменный мост (Павловск)
Большо́й Ка́менный мост — мост в городе Павловске (Пушкинский район Санкт-Петербурга). По нему Садовая улица пересекает реку Славянку.
Мост был построен в 1792—1794 годах (строитель-инженер Ф. В. Бауэр, архитектор Чарльз Камерон). Название связано с тем, что мост является самым большим в городе и самым старым из каменных. Наименование появилось вскоре после постройки, но официально было присвоено 6 ноября 1997 года.
Под Большим Каменным мостом устроена плотина для сбора и хранения воды в Мариентальском пруду.
Большой Каменный мост является объектом культурного наследия федерального значения «Мост Большой».
В 1961 году силами треста «Ленмостострой» выполнен капитальный ремонт моста.